# 菰ノ森
菰ノ森（こものもり）は、秋田県鹿角市にある標高1,145mの山である。

## 概要
熊沢川（米代川水系支流）上流域、八幡平の北西山腹に位置する。
周辺には、レンゲツツジ・ワタスゲ・タチギボウシなどの生育地である湿原大谷地（おおやち）や、ネムロコウホネの生育地として知られる長沼がある。これらを含むふけの湯温泉一帯は、登山者の入り込み数が比較的多い区域となっており、毎年行われる清掃を兼ねた「八幡平美化登山」でも必ず組み込まれている。

## 近くの山
- 山毛森